# Klaus E. Oldendorff
Klaus Egon Oldendorff (* 14. April 1933 in Lübeck; † 17. März 2003 in Verbier) war ein deutscher Reeder und olympischer Regattasegler.

## Leben
Klaus E. Oldendorff war der Sohn des Reeders Egon Oldendorff und dessen erster Frau Gisela. Nach seiner beruflichen Ausbildung, die er von 1951 bis 1953 in Hamburg absolvierte, arbeitete er zunächst in Schweden und England, bevor er 1955 in die Firma seines Vaters eintrat. 1964 erwarb er sein erstes Schiff, einen Singledecker, und gründete die Reederei „Nord“ Klaus E. Oldendorff mit dem Sitz in Hamburg. Während der Schifffahrtskrise in den 1980er Jahren verlegte Oldendorff 1986 sowohl Firmen- als auch Wohnsitz nach Zypern und gründete dort die Reederei Nord Klaus E. Oldendorff Ltd. Limassol. Die Gesellschaft in Hamburg wurde beibehalten und diente als Agentur.

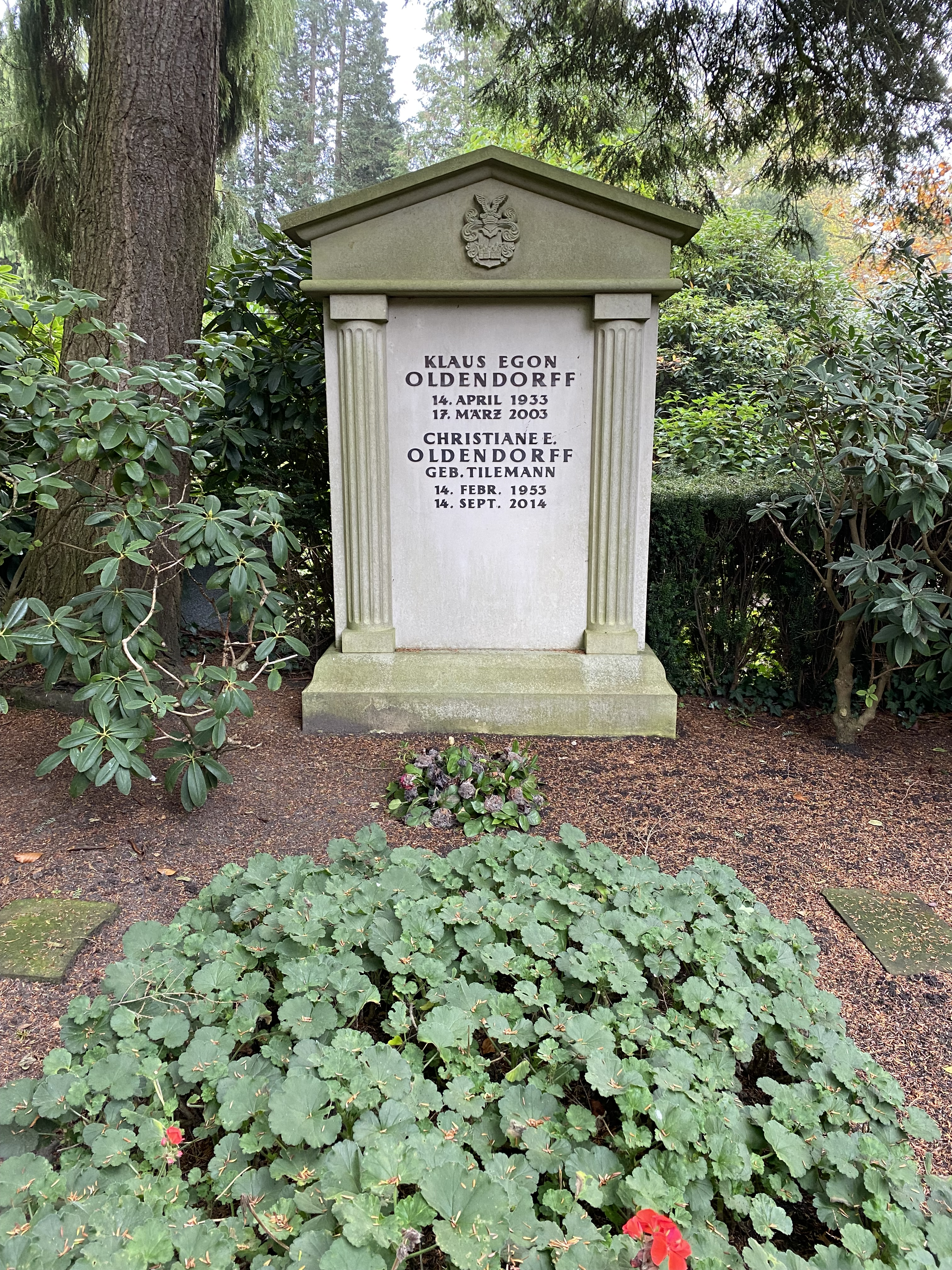
Grabstätte

Oldendorffs Hobby war das Segeln. 1968 nahm er an den Olympischen Sommerspielen in Mexiko teil und belegte in der Klasse „Drachen“ gemeinsam mit Peter Stülcken und Axel May den 7. Platz.
Klaus E. Oldendorff war verheiratet mit Christiane geb. Tilemann (1953–2014) und Vater von Zwillingen. Im März 2003 erlag er während eines Urlaubsaufenthaltes in der Schweiz 69-jährig überraschend einem Herzinfarkt. Seine letzte Ruhestätte erhielt er auf dem Nienstedtener Friedhof in Hamburg. Auf der Rückseite des Grabsteines befindet sich ein Ausspruch Augustinus von Hippos: „Der Mensch, den wir lieben, ist nicht mehr da, wo er war, aber überall, wo wir sind und seiner gedenken.“